# Sarah Daninthe
Sarah Delphine Éléonore Daninthe (Les Abymes, 25 giugno 1980) è una schermitrice francese, vincitrice di una medaglia di bronzo nella scherma ai giochi olimpici.

## Palmarès
In carriera ha ottenuto i seguenti risultati:
- Giochi Olimpici:

Atene 2004: bronzo nella spada a squadre.
- Mondiali di scherma

Lipsia 2005: oro nella spada a squadre.
Pechino 2008: oro nella spada a squadre.
- Europei di scherma

Sheffield 2011: bronzo nella spada a squadre.